# Hermann Thimig
Hermann Thimig (Vienna, 3 ottobre 1890 – Vienna, 7 luglio 1982) è stato un attore austriaco tra i più popolari del cinema di lingua tedesca.
Iniziò la sua carriera cinematografica negli anni dieci: tra il 1916 e il 1967, anno in cui si ritirò dallo schermo, è apparso in oltre un centinaio di film. A teatro, sotto la direzione di Max Reinhardt, fu il più grande interprete di Arlecchino della scena teatrale tedesca.

## Biografia
Nato a Vienna nel 1890, Hermann Thimig era figlio d'arte. Suo padre, Hugo Thimig, noto attore e regista, era direttore del Burgtheater. Anche gli altri figli di Hugo, Helene e Hans, diventarono attori, lavorando sia per il teatro che per il cinema.

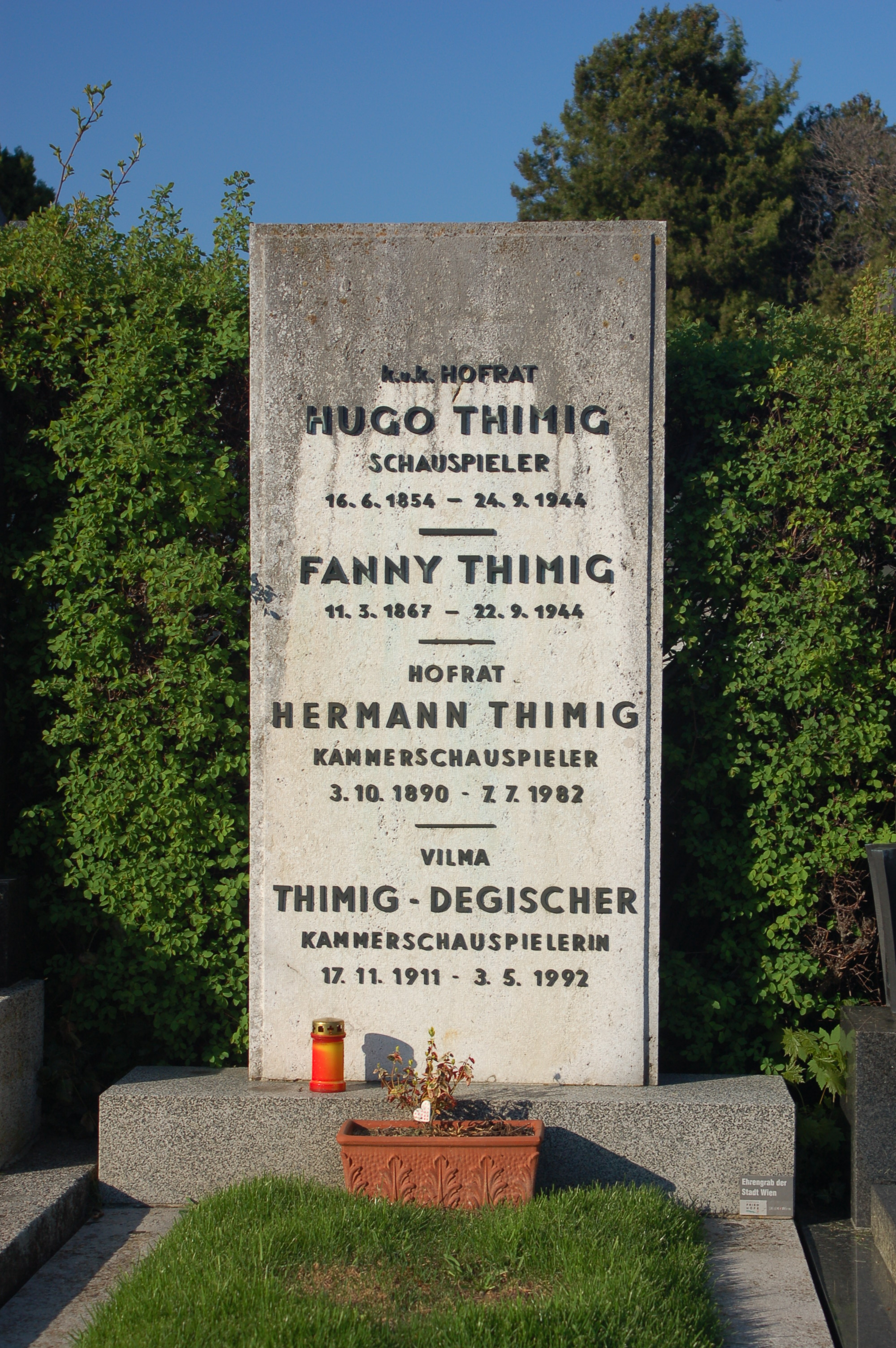
Lapide nel cimitero di Vienna

## Filmografia
- Die Gräfin Heyers, regia di William Wauer (1916)
- Des Prokurators Tochter, regia di William Wauer (1917)
- Il diario di Ossi (Ossis Tagebuch), regia di Ernst Lubitsch (1917)
- Auf Probe gestellt, regia di Rudolf Biebrach (1918)
- Agnes Arnau und ihre drei Freier, regia di Rudolf Biebrach (1918)
- Ihr Sport, regia di Rudolf Biebrach (1919)
- Moral und Sinnlichkeit, regia di Georg Jacoby (1919)
- Das törichte Herz, regia di Erik Lund (1919)
- Der Sohn der Magd, regia di Max Mack (1919)
- Contessa Doddy (Komtesse Doddy), regia di Georg Jacoby (1919)
- La bambola di carne (Die Puppe), regia di Ernst Lubitsch (1919)
- Freie Liebe, regia di Max Mack (1919)
- Die schwarze Locke, regia di Willy Grunwald (1919)
- Die Braut des Entmündigten, regia di Erik Lund (1919)
- Das Gebot der Liebe, regia di Erik Lund (1919)
- Die goldene Krone, regia di Alfred Halm (1920)
- Pettegola intrigante (Putschliesel), regia di Erich Schönfelder (1920)
- Zwischen den Dreien, regia di Erich Eriksen (1920)
- Die Brüder Karamasoff, regia di Carl Froelich e, non accreditato, Dimitri Buchowetzki (1921)
- Mein Mann - Der Nachtredakteur, regia di Urban Gad (1921)
- Hannerl und ihre Liebhaber, regia di Felix Basch (1921)
- Lo scoiattolo (Die Bergkatze), regia di Ernst Lubitsch (1921)
- Das Abenteuer des Dr. Kircheisen, regia di Rudolf Biebrach (1921)
- Die Sünden der Mutter, regia di Georg Jacoby (1921)
- Kleider machen Leute, regia di Hans Steinhoff (1921)
- Der Fluch des Schweigens, regia di Felix Basch (1922)
- Bardame, regia di Johannes Guter (1922)
- Das Mädel mit der Maske, regia di Victor Janson (1922)
- Sie und die Drei, regia di Ewald André Dupont (1922)
- Der Strom, regia di Felix Basch (1922)
- Die Küsse der Ira Toscari, regia di Alexander Erdmann-Jesnitzer (1922)
- Das Weib auf dem Panther, regia di Alfred Halm (1923)
- Die Flamme, regia di Ernst Lubitsch (1923)
- Alles für Geld, regia di Reinhold Schünzel (1923)
- La favola di Cenerentola (Der verlorene Schuh), regia di Ludwig Berger (1923)
- Du sollst nicht töten
- Der Sprung ins Leben, regia di Johannes Guter (1924)
- Die Radio Heirat, regia di Wilhelm Prager (1924)
- Muß die Frau Mutter werden?, regia di Georg Jacoby e Hans Otto Löwenstein (Hans Otto) (1924)
- Der ungebetene Gast, regia di Max Mack (1925)
- Il ballerino di mia moglie (Der Tänzer meiner Frau), regia di Alexander Korda (1925)
- Die Familie ohne Moral, regia di Max Neufeld (1927)
- Madame wagt einen Seitensprung, regia di Hans Otto Löwenstein (1927)
- Sant'Elena, regia di Lupu Pick (1929)
- L'immortale vagabondo (Der unsterbliche Lump), regia di Gustav Ucicky, Joe May (1930)
- Die Privatsekretärin, regia di Wilhelm Thiele (1931)
- L'opera da tre soldi (Die 3groschenoper), regia di Georg Wilhelm Pabst (1931)
- Wenn die Soldaten..., regia di Jacob Fleck e Luise Fleck (1931)
- L'Opéra de quat'sous, regia di G.W. Pabst (1931)
- La scappatella (Der kleine Seitensprung), regia di Reinhold Schünzel (1931)
- Ich bleib bei Dir, regia di Johannes Meyer (1931)
- Der Herr Bürovorsteher, regia di  Hans Behrendt (1931)
- Mein Leopold, regia di Hans Steinhoff (1931)
- Zwei himmelblaue Augen, regia di Johannes Meyer (1932)
- Ein bißchen Liebe für Dich, regia di Max Neufeld (1932)
- Eine Nacht im Paradies, regia di Carl Lamac (1932)
- Mädchen zum Heiraten, regia di Wilhelm Thiele (1932)
- Kiki, regia di Carl Lamac (1932)
- Il sogno di Schönbrunn (Traum von Schönbrunn), regia di Johannes Meyer (1932)
- Nell'azzurro del cielo (Das Blaue vom Himmel), regia di Victor Janson (1932)
- Glück über Nacht, regia di Max Neufeld (1932)
- Il mio amico milionario (Mein Freund, der Millionär), regia di Hans Behrendt (1933)
- Eine Stadt steht kopf, regia di Gustaf Gründgens (1933)
- Marion, das gehört sich nicht, regia di E.W. Emo (1933)
- Vittorio e Vittoria (Viktor und Viktoria), regia di Reinhold Schünzel (1933)
- Der Himmel auf Erden, regia di Emmerich Wojtek Emo (1935)
- Johann, regia di Robert A. Stemmle (1943)